# Nadeschda Wassiljewna Krandijewskaja
Nadeschda Wassiljewna Krandijewskaja (russisch Надежда Васильевна Крандиевская; * 13. Augustjul. / 25. August 1891greg. in Moskau; † 1963 ebenda) war eine russisch-sowjetische Bildhauerin.

## Leben
Krandijewskajas Vater Wassili Afanasjewitsch Krandijewski war Herausgeber und Journalist. Ihre Mutter Anastassija Romanowna Tarchowa war eine bekannte Schriftstellerin am Anfang des 20. Jahrhunderts. Krandijewskajas ältere Schwester Natalja Wassiljewna war Dichterin und dritte Frau des Schriftstellers Alexei Nikolajewitsch Tolstoi.
Krandijewskaja begann 1909 das Studium an der Moskauer Hochschule für Malerei, Bildhauerei und Architektur bei dem Bildhauer Sergei Michailowitsch Wolnuchin, der das Denkmal für den ersten russischen Drucker Iwan Fjodorow geschaffen hatte. 1912 ging sie nach Paris und studierte an der Académie de la Grande Chaumière bei dem Bildhauer Antoine Bourdelle.
1914 kehrte Krandijewskaja nach Moskau zurück. Sie wohnte am Arbat und begann als freie Bildhauerin zu arbeiten. Sie heiratete den Architekten Pjotr Petrowitsch Faidysch. Anfang der 1930er Jahre bezog sie mit ihrem Mann ein Einzelhaus in der genossenschaftlichen Siedlung Sokol.
In den 1930er Jahren war Krandijewskaja in der Lehre tätig und schuf Skulpturen von Semjon Michailowitsch Budjonny, Dmitri Andrejewitsch Furmanow, Wassili Iwanowitsch Tschapajew und Demjan Bedny. Von 1940 bis 1950 schuf sie Porträtskulpturen bekannter Schauspieler, Schriftsteller und anderer Persönlichkeiten der Kultur. Insbesondere fertigte sie das Basrelief für Wladimir Galaktionowitsch Korolenkos Grabdenkmal in Poltawa an.
1947 schuf Krandijewskaja für das Grabmal des 1913 verstorbenen Bankiers Jacob Reck auf dem Wwedenskoje-Friedhof im Auftrag von Verwandten aus der Tretjakow-Familie eine weiße Christus-Statue. Eine solche Statue war 1913 geplant und in Italien bestellt worden. Der Erste Weltkrieg und die Oktoberrevolution verhinderten damals die Realisierung. In der Chruschtschow-Zeit wurde Krandijewskajas Statue umgeworfen, und Teile waren abgesplittert. Später wurde die Statue wiederhergestellt.
Krandijewskajas Tochter Natalija Petrowna Faidysch-Krandijewskaja war Malerin, während ihr Sohn Andrei Petrowitsch Faidysch-Krandijewski auch Bildhauer war.
Krandijewskaja starb 1963 in Moskau und wurde auf dem Friedhof in Tarussa begraben.

## Werke

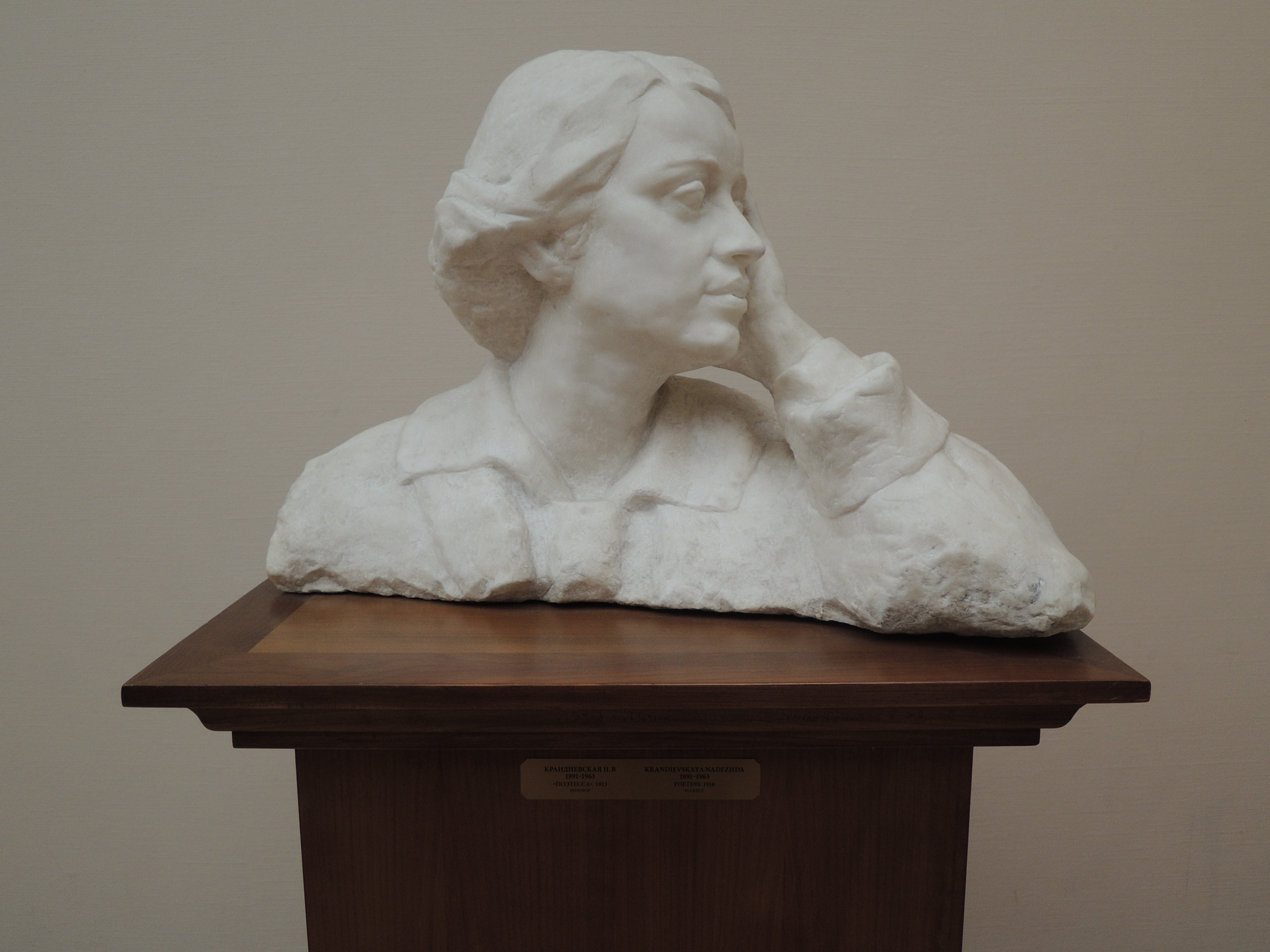
Dichterin (1913, Tretjakow-Galerie)
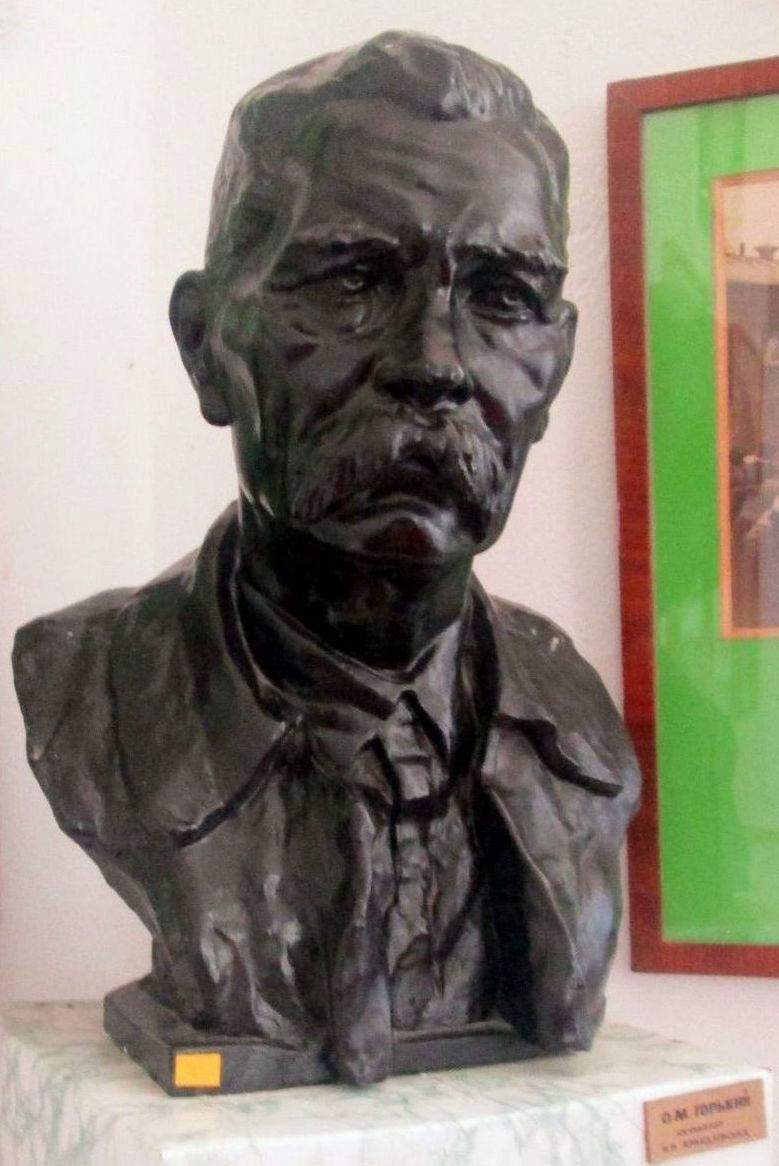
Maxim Gorki (1928, Maxim-Gorki-Literaturmuseum Werchnja Manujliwka)
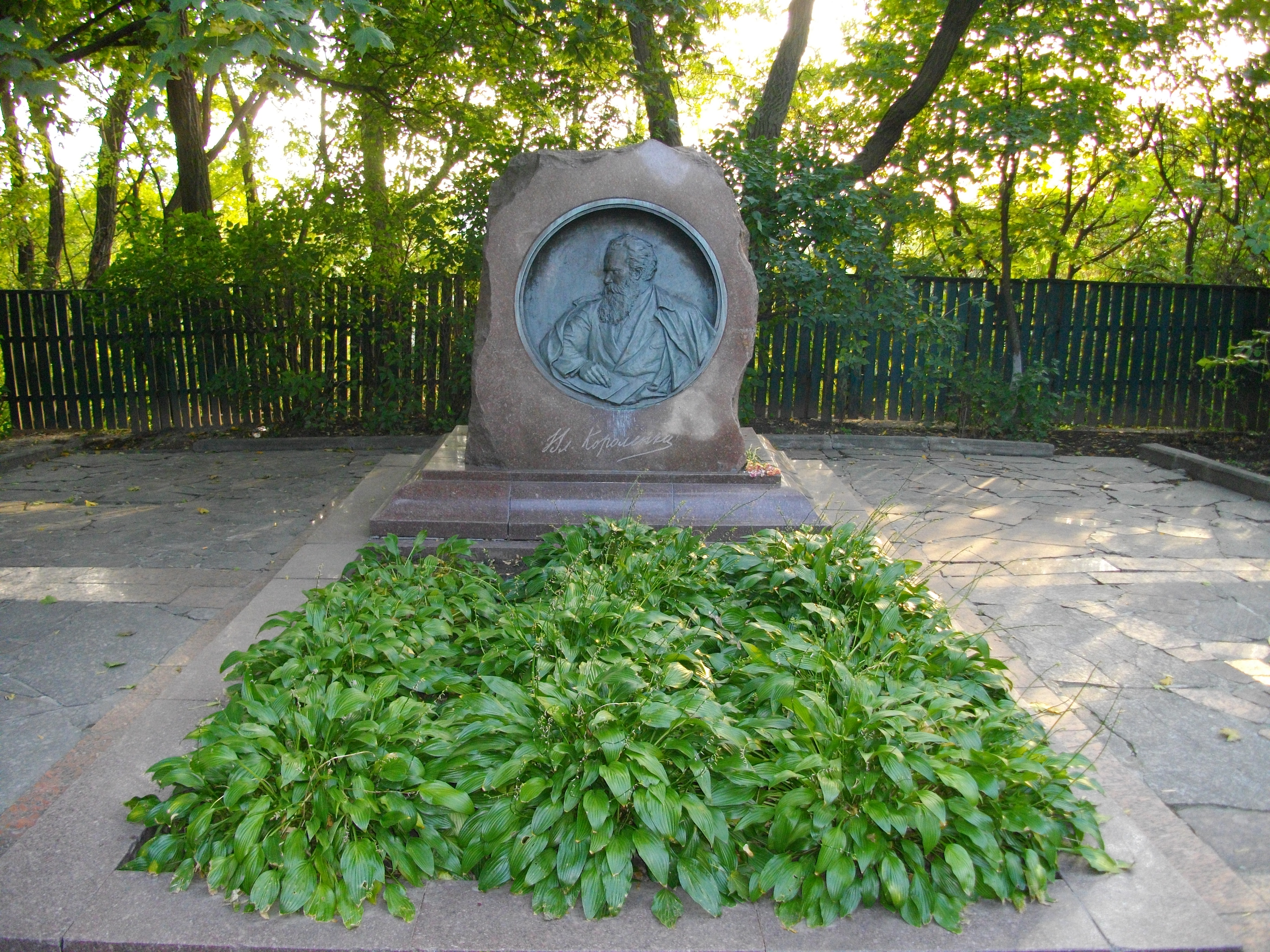
Korolenkos Grab, Poltawa